# Lan Xang
Lan Xang (Land van een Miljoen Olifanten) is de naam van een oud koninkrijk dat op zijn hoogtepunt het gebied van het moderne Laos, het grootste deel van Noordoost-Thailand, noordelijke delen van Cambodja en grensgebieden waaronder Điện Biên Phủ in Vietnam besloeg. Het koninkrijk Lan Xang was eerst een vazal van het Khmer-rijk onder de naam Sawa. Op inscripties uit dit begintijdperk refereren de mensen aan zichzelf als Thai. De meeste Laotianen beschouwen Lan Xang echter als de eerste vorm van de moderne staat Laos.
De naam Lan Xang werd voor het eerst gegeven in 1353.

## Fa Ngum, de eerste koning
Koning Fa Ngum was de eerste koning van dit koninkrijk. Hij was een prins van het koninklijk huis van Muang Sawa, een van de oude koninkrijkjes in het midden van de Mekong vallei. Hij werd uit Muang Sawa verbannen en kwam terecht aan het hof van de Khmer koningen. In de 14e eeuw veroverde hij, geholpen door de Khmer, onder andere de stad Wieng Chan (Vientiane) op het koninkrijk Lanna, en riep zichzelf uit tot koning van Lan Xang. Hij vestigde de hoofdstad in Luang Prabang (zie ook Muang Sawa). Hij was een oorlogszuchtig man. Tijdens zijn bewind breidde het koninkrijk zich uit tot het grondgebied van het huidige Laos, tot aan de grens van Champa in het Oosten, en een groot gedeelte van het noordoosten van Thailand (Isaan) in het Zuiden. Hij voerde het Theravada-boeddhisme in als staatsreligie. Als dank werd hem de Pha Bang geschonken door de Khmers.

## Phaya Samsenthai, vrede en stabiliteit
In 1373 werd hij door zijn landgenoten, die moe waren van zijn oorlogszuchtige bewind, verbannen. Zijn opvolger was zijn zoon Phaya Samsenthai (heerser over 300.000 Thais). Samsenthai bouwde het land bestuurlijk goed op. Hij bouwde tempels, stichtte scholen en bracht vrede over het land. Ook begon hij handel met het koninkrijk Ayutthaya naar het zuiden. Een lange periode van vrede met de buurlanden was hiermee aangebroken. Wel brak na de dood van Phaya Samsenthai in 1416 een periode van interne machtsstrijd aan. Deze duurde ongeveer 100 jaar, waarin 12 koningen elkaar opvolgden, van wie sommigen slechts een jaar zouden heersen.

## Oorlog met Vietnam
In het jaar 1477 vond een Vietnamese invasie plaats, waarbij de stad Luang Prabang door de Vietnamezen werd veroverd. Koning Sao Tia Kaphat ontvluchtte daarop het land. Het was zijn oudste overlevende zoon, Souvanna Banlang, die de troepen hergroepeerde en het land vervolgens bevrijdde. De Vietnamezen leden daarbij een dermate grote nederlaag, dat zij in de hieropvolgende twee eeuwen Lan Xang niet meer zouden aanvallen.

## Photisarat I en zijn zoon
Hierna brak er weer een periode van rust aan, die tot 1520 zou duren. Toen kwam koning Photisarat I aan de macht. Hij besloot zich te bemoeien met de oorlogen tussen Lanna en Ayutthaya. Nadat in 1543 de laatste koning van Lanna kinderloos was gestorven, eiste Photisarat, wiens moeder ook een prinses van Lanna was, de troon van Lanna op voor zijn zoon Sai Setthathirat I. Echter, Ayutthaya en een Shan-prins genaamd Mekuti claimden de troon eveneens. De edelen van Lanna nodigden Sai Setthathirat I uit voor de troon, maar dit was van korte duur omdat Photisarat 13 maanden later stierf, waarop zijn zoon terug moest keren naar Luang Prabang. Sai Setthathirat verplaatste in 1560 de hoofdstad naar Vientiane vanwege de dreiging door Birmese troepen. Door de terugkeer van koning Sai Setthathirat naar Luang Prabang begonnen de twisten om de troon van Lanna tussen Shan, Ayutthaya en Lan Xang opnieuw. Uiteindelijk zou Birma hiervan profiteren.
Bij zijn terugkeer uit Lanna nam Sai Setthatirat I onder andere de Pha Kaew (Boeddha van smaragd) met zich mee. Dit was het Lanna-equivalent van de Pha Bang van Lan Xang. Hij bouwde de Wat Pha Kaew in Vientiane om de Boeddha te huisvesten. Ondanks de kracht van Lan Xang was het nooit in staat om de berggebieden van Laos compleet te beheersen. Veel bergvolken, alsmede staten als Xhieng Khuang en Sam Neua, bleven dan ook onafhankelijk. Dit werd koning Sai Setthatirat I fataal. Hij verdween in 1571 tijdens een campagne in het zuiden tegen Cambodja.

## Interne twisten en oorlogen met Birma
In de daaropvolgende 60 jaar tot aan de komst van koning Sulinya Vongsa werd Lan Xang verscheurd door interne twisten en een Birmese bezetting. Tussen 1574 en 1578 werd Lan Xang een vazalstaat van Birma, rond 1603 stopte Lan Xang met het betalen van tribuut aan Birma.

## Sulinya Vongsa, een laatste gouden eeuw
De komst van koning Sulinya Vongsa leidde een Gouden Eeuw in. Hij breidde de macht van Lan Xang verder uit dan welke koning dan ook. Ook was hij met 57 jaar op de troon de langst heersende koning van Lan Xang. Sulinya Vongsa ontving ook de eerste Europeanen aan het hof van Lan Xang, namelijk de Nederlander Gerrit van Wuysthoff in 1641 en de Venetiaan Leria in 1642.

## Splitsing van Lan Xang
Na de dood van Koning Sulinya Vongsa in 1694 viel Lan Xang uit elkaar door interne twisten. Een neef van de koning wist de troon te veroveren met behulp van de Vietnamese keizer Chinh Hoa. Hierdoor werd Lan Xang een vazalstaat. Andere leden van het koninklijk huis weigerden dit echter te accepteren en stichtten in 1707 twee nieuwe koninkrijken:
- Koninkrijk Luang Prabang
- Koninkrijk Vientiane

In 1713 verklaarde ook het zuidelijke Champassak zich onafhankelijk:
- Koninkrijk Champassak